# Dorfgebiet
Dorfgebiet ist in Deutschland ein planungsrechtlicher Begriff aus der Baunutzungsverordnung (BauNVO) und dort in § 5 als eigenständiger Baugebietstyp geregelt. Unter den verschiedenen Baugebieten der BauNVO ist das Dorfgebiet das einzige, in dem auch die Errichtung von land- und forstwirtschaftlichen Betrieben einschließlich der damit verbundenen Tierhaltung zulässig ist. Daneben sind Wohnnutzung, nicht wesentlich störende Gewerbebetriebe und Handwerksbetriebe erlaubt, die der Versorgung der Bewohner des Gebietes dienen. Aufgrund einer gesetzlichen Vorrangklausel ist auf die Belange der land- und forstwirtschaftlichen Betriebe einschließlich ihrer Entwicklungsmöglichkeiten Rücksicht zu nehmen. Eine Wohnnutzung ist nur insoweit zulässig, als das Nebeneinander von Landwirtschaft und Wohnen nicht zu einer Störung der Wohnnutzung führt, etwa durch Lärm oder Gerüche.
Aufgrund des Strukturwandels in der Landwirtschaft und der daraus resultierenden Aufgabe von mehr als einer Million landwirtschaftlicher Betriebe in den alten Bundesländern seit 1960 und einer Konzentration auf Agrarkomplexe in den neuen Bundesländern, entsprechen die planerischen Festsetzungen in den Bebauungsplänen häufig nicht mehr den tatsächlichen Verhältnissen. Insbesondere in den Einzugsgebieten größerer Städte überwiegt in den Dörfern die Wohnnutzung. Infolge der auftretenden Nutzungskonflikte sah sich das Bundesverwaltungsgericht in einer Grundsatzentscheidung veranlasst klarzustellen, dass eine Dorfgebietsfestsetzung erst dann unwirksam wird, wenn in dem maßgeblichen Bereich nur noch Wohnhäuser und keine Wirtschaftsstellen land- oder forstwirtschaftlicher Betriebe (mehr) vorhanden sind und auch mit ihrer Errichtung auf unabsehbare Zeit erkennbar nicht mehr gerechnet werden kann, weil es keine Fläche mehr gibt, auf der sich eine solche Wirtschaftsstelle sinnvoll realisieren ließe.
Im Juni 2021 wurde mit § 5a BauNVO eine neue Baugebietskategorie „Dörfliches Wohngebiet“ in die BauNVO eingeführt, die dem Wohnen, der Unterbringung von land- und forstwirtschaftlichen Nebenerwerbsstellen und der Unterbringung von nicht wesentlich störenden Gewerbebetrieben dienen.